# Proszt János
Proszt János (Budapest, 1892. február 6. – Budapest, 1968. július 6.) magyar kémikus, vegyészmérnök, a kémiai tudomány doktora, a Magyar Tudományos Akadémia levelező tagja.

## Életútja
1909-ben a zuglói Szent István Gimnáziumban érettségizett. A Budapesti Tudományegyetemen, illetve 1911–1912 között a Berlini Egyetemen tanult kémiát, fizikát és matematikát. Budapesten szerzett bölcsészdoktori oklevelet 1913-ban, majd egy évig ösztöndíjas gyakornokként dolgozott a budapesti egyetem III. számú kémiai intézetében. 1914–1918 között az első világháborúban harcolt tüzérként. A Tanácsköztársaság idején a Marx–Engels Munkásegyetemen tanított, ezzel párhuzamosan a Székesfővárosi Tejhivatal vegyésze volt. 1919-től ismét a fővárosi egyetem III. számú kémiai intézetében oktatott, ezúttal tanársegédként. 1924-ben a soproni bánya- és erdőmérnöki főiskolára nevezték ki a vegytan rendkívüli egyetemi tanárának, 1928-tól már rendes tanári címmel, 1934 után pedig az általános kémia rendes egyetemi tanáraként oktatott az intézményben. 1940–1941 között illetve 1946–1947 között a soproni főiskolai kar dékáni tisztét töltötte be. 1948–1963 között – nyugdíjba vonulásáig – ismét a fővárosban tanított mint a Budapest Műszaki Egyetem szervetlen kémiai tanszékének nyilvános rendes tanára, egyúttal tanszékvezetője. 1952-ben védte meg doktori értekezését.

## Munkássága
Főként fizikai és analitikai kémiával foglalkozott, vizsgálatai elsősorban az elektrokinetikus jelenségek és a binérrendszerek egyensúlyának kérdéseire irányultak. Magyarországon az elsők között kezdett el polarográfiai kutatásokat végezni, Paulik Jenővel eljárást dolgoztak ki a polarográfiás áram deriválására. Behatóan tanulmányozta a szilikon-előállítás problémáit, ezen a téren több szabadalom fűződik a nevéhez (például Grignard-reakció alkalmazása). A kémia tudománytörténetével is foglalkozott.

## Művei
- A selmeci bányászati akadémia, mint a kémiai tudományos kutatás bölcsője hazánkban, Sopron, 1938.

### Társasági tagságai és elismerései
Tudományos munkássága elismeréseként 1953-ban Kossuth-díjat kapott, 1956-ban pedig a Magyar Tudományos Akadémia levelező tagjává választották.